# Synagoge (Lipsko)

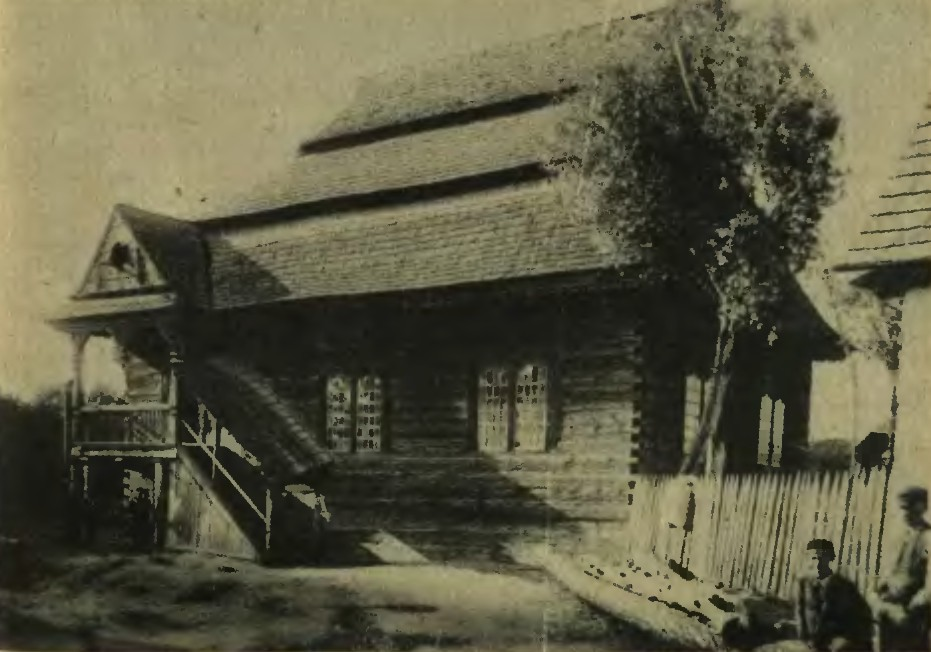
Synagoge in Lipsko vor 1928

Die hölzerne Synagoge in Lipsko in der polnischen Woiwodschaft Masowien stammte  aus der zweiten Hälfte des 18. Jahrhunderts. Sie wurde im Zweiten Weltkrieg zerstört.

## Geschichte
Die Synagoge wurde 1765 erbaut. Nach einem Brand 1928 wurde sie wieder aufgebaut. Gleich zu Beginn der Zweiten Weltkriegs wurde sie am 8. September nach der Besetzung des Ortes durch deutsche Truppen angesteckt. Dabei wurde eine größere Anzahl von Juden in dem Gebäude lebendig verbrannt.

## Architektur

### Äußeres
Das Gebäude bestand aus dem Hauptraum (dem Männergebetsraum) sowie diesem im Westen vorgelagert ein Vestibül sowie ein weiterer kleiner Raum. An der südwestlichen Ecke befand sich eine kleine, zweigeschossige Galerie mit einem externen Treppenaufgang. Von dort erreichte man die Frauenempore. Die Maße des Hauptraums waren ebenerdig 11,20 ×  10,50 m. Da die Frauenempore in die Haupthalle hineinragte, waren hier die Maße 10,50 ×  10,50 m.
Im Osten, Süden und Norden gab es je zwei Zwillingsfenster, deren Fenstersturz aus Kreissegmenten bestand. Die Fenster zum Frauenraum waren ähnlich, aber kleiner.
Die Synagoge hatte ein großes, dreistufiges Dach. Bei den beiden unteren Stufen handelte es sich um ein Walmdach, die obere war ein Giebeldach. Ein kleines Giebeldach über der Galerie lehnte sich an die untere Dachstufe an.

### Inneres
Die Halle hatte eine achteckige Kuppel in drei Stufen, die unter das Dach hineinragte. Unter dieser, in der Mitte des Raumes, befand sich die Bima. Diese hatte die Form einer achteckigen Laube. Über einer Balustrade befand sich eine zweite Balustrade, die von einem Baldachin abgeschlossen wurde.
An den Wänden waren farbige Gemälde.